# Exochus jacintus
Exochus jacintus är en stekelart som beskrevs av Ian D. Gauld och Sithole 2002. Exochus jacintus ingår i släktet Exochus och familjen brokparasitsteklar. Inga underarter finns listade i Catalogue of Life.